# Luigi Giglia
Luigi Giglia (Campobello di Licata, 12 novembre 1926 – Roma, 21 dicembre 1983) è stato un politico italiano.

## Biografia
Avvocato, è stato consigliere Nazionale della Democrazia Cristiana e componente eletto del Comitato e della Direzione Regionale della Sicilia. Era componente della Direzione Nazionale del partito nel periodo cruciale del caso Moro nel 1978. Organizzò nel febbraio del 1983 il Congresso Regionale di Agrigento, che segnò la ripresa di iniziativa politica della DC siciliana. Sensibile verso nuove forme di partecipazione promosse le "primarie", per la scelta dei candidati alle elezioni amministrative.
Deputato alla Camera per otto legislature consecutive, è stato più volte sottosegretario di Stato ai Lavori Pubblici, ai Trasporti, alle Poste, al Ministero per gli interventi nel Mezzogiorno sostenne nel corso di tali incarichi di governo provvedimenti legislativi, finanziari e amministrativi di particolare interesse per la Sicilia.
Particolarmente esperto nella legislazione relativa alle opere pubbliche ed all'edilizia più volte rappresentò la Democrazia Cristiana negli incontri per le modifiche alla legge dell'equo canone, per la formulazione della legge sulla sanatoria dell'abusivismo edilizio, per la stesura definitiva della legge sul riscatto delle case popolari e sull'espropriazione dei suoli. In Parlamento si impegnò a garantire percentuali di riserva in favore delle regioni meridionali, in particolare nei settori delle infrastrutture di trasporto e dell'edilizia sovvenzionata e agevolata. Fu anche sindaco di Campobello di Licata dal 1963 al 1967.
Morì a Roma il 21 dicembre 1983 a 57 anni. Alla Camera dei deputati venne sostituito da Raffaello Rubino.